# Cyrba szechenyii
Cyrba szechenyii là một loài nhện trong họ Salticidae.
Loài này thuộc chi Cyrba. Cyrba szechenyii được Ferdinand Karsch miêu tả năm 1898.